# St. Lawrence University

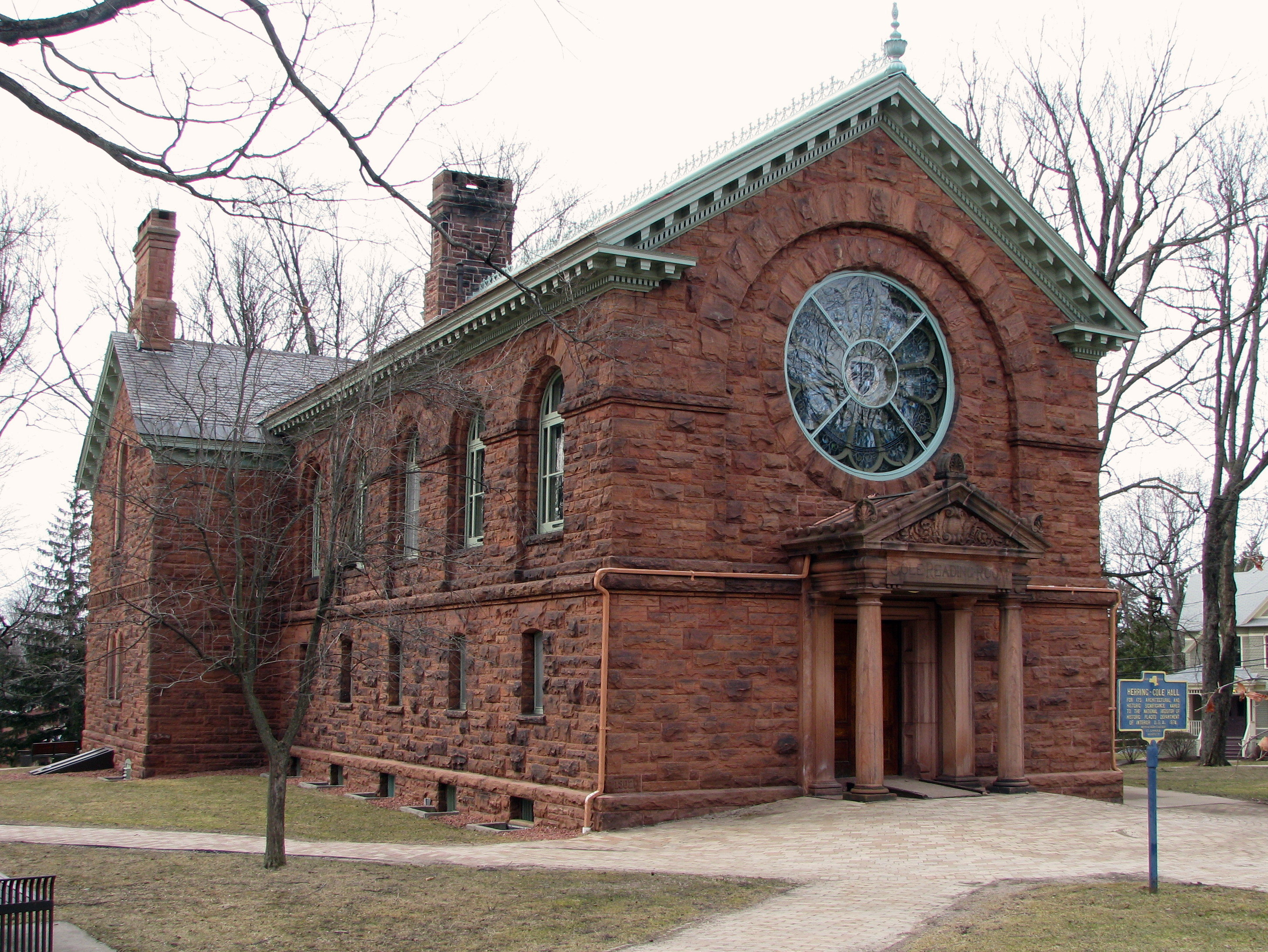
Die Herring-Cole Hall (2012) an der St. Lawrence University ist eines von 73 Objekten im County, das im National Register of Historic Places eingetragen ist.

Die St. Lawrence University ist eine private Universität in Canton im US-Bundesstaat New York.

## Geschichte
Die Hochschule wurde 1856 durch die Universalist Church of America gegründet, ist heute aber nicht mehr konfessionell gebunden. Namensgeber ist der 32 km entfernte Sankt-Lorenz-Strom.
Die St. Lawrence University ist für ihre Ausrichtung auf die Liberal Arts bekannt. Unter den 69 angebotenen Hauptfächern sind Wirtschaftswissenschaften und Psychologie am beliebtesten. Die Studenten in St. Lawrence können ein interdisziplinäres Hauptfach und parallel Kurse an der Clarkson University, SUNY Potsdam und SUNY Canton belegen.
Die „Douglas Foundation“, eine Charity-Organisation, die der Alumnus Kirk Douglas zusammen mit seiner Frau Anne Buydens Douglas 1964 gründete, vergibt Stipendien an unterprivilegierte Studenten an der St. Lawrence University.

## Sport
Die Sportteams sind die Saints, das Eishockeyteam wird Skating Saints genannt. Die Hochschule ist Mitglied in der National Collegiate Athletic Association (Division I).

## Bekannte Alumni
- Susan Collins (* 1952) – Politikerin
- Ray DiLauro (* 1979) – Eishockeyspieler
- Kirk Douglas (1916–2020) – Schauspieler
- Justin Harney (* 1977) – Eishockeyspieler
- Mike Keenan (* 1949) – Eishockeyspieler und -trainer
- Patrick B. McGinnis (1904–1973) – Unternehmer
- Lorrie Moore (* 1957) – Schriftstellerin
- Viggo Mortensen (* 1958) – Schauspieler
- Doug Murray (1967–2013) – Eishockeyspieler
- Rich Peverley (* 1982) – Eishockeyspieler
- John Zeiler (* 1982) – Eishockeyspieler